# The Abbey Road E.P.
| Críticas profissionais | Críticas profissionais |
| Avaliações da crítica  | Avaliações da crítica  |
| Fonte                  | Avaliação              |
| ---------------------- | ---------------------- |
| allmusic               | [ 1 ]                  |

The Abbey Road E.P é um EP da banda estadunidense de funk rock Red Hot Chili Peppers, lançado em 1988. O título e a capa do EP são uma referência ao álbum Abbey Road, dos Beatles.
É o último álbum de Hillel Slovak, que morreu nesse ano por causa de overdose.

## Faixas
1. "Fire" (Cover de Jimi Hendrix) – 2:13
2. "Backwoods" (Flea, Jack Irons, Anthony Kiedis, Hillel Slovak) – 3:06
3. "Catholic School Girls Rule" (Flea, Kiedis, Cliff Martinez) – 2:03
4. "Hollywood (Africa)" (Cover de The Meters) – 5:04
5. "True Men Don't Kill Coyotes" (Flea, Kiedis, Martinez, Jack Sherman) – 3:38